# マモ・ウォルデ
マモ・ウォルデ（Mamo Wolde、1932年6月12日 - 2002年5月26日）は、エチオピアの陸上競技選手・軍人である。1968年メキシコシティーオリンピックマラソン金メダリストである。これを含めて4度オリンピックに出場し、合計3個のメダルを獲得した。
弟は、1964年東京オリンピックと1972年ミュンヘンオリンピックでともにマラソン代表となったデミシュ・ウォルデ（Demissie Wolde）。オロモ人。

## 生涯
アディスアベバから南西70kmのデブレセイト近郊にあるヒッティディレジレという村に小作農の長男として生まれる。早くからヤギの世話など家業の手伝いをしており、小学校も2年通っただけであった。16歳のときに皇帝親衛隊に入隊する。1950年、朝鮮戦争の勃発後に国連軍に参加したエチオピア軍の部隊として派遣されている。
帰国後、親衛隊から選抜されて陸上競技の強化選手となる。当初は中距離選手で、1956年メルボルンオリンピックの代表となった。800m、1500m、そして4×400メートルリレーに出場している。
1960年ローマオリンピックにも800mと1500mの代表に選ばれていたが、オリンピック2ヶ月前の7月に起きたコンゴ動乱への派兵のためにオリンピック参加予算が削減され、派遣中止となった。のちに、マラソンの代表として出場したアベベ・ビキラがうらやましかったと回想している。そのアベベはマラソンでエチオピアの選手として初の金メダルを獲得した。
1960年代の初めに、マモは中距離から長距離へと重心を変え、1964年東京オリンピックでは10000mとマラソンの代表に選ばれる。10000mでは4位入賞を果たしたが、レース中にオーストラリアのロン・クラーク（3位）のスパイクが左膝に刺さった。マラソンではスパイクされた箇所をかばっていたためアキレス腱に負担がかかり、さらにそこを痛めたことから16kmで途中棄権となった。後年になってもマモはクラークにスパイクされなければ10000mで優勝か、悪くても2位になっていたと語っていた。
1968年メキシコシティーオリンピックでは、まず10000mに出場し銀メダルを獲得。さらにマラソンにも出場し金メダルを獲得した。マモの金メダルで1960年、1964年と連覇したアベベ・ビキラに続きエチオピア勢がマラソン3連覇を達成した。また、36歳での金メダルは当時マラソンの金メダリストとしては最高齢の記録であった（1984年ロサンゼルスオリンピックでポルトガルのカルロス・ロペスが更新）。一方アベベは途中棄権に終わり、東京大会とは明暗が入れ替わる形となった。帰国後、マモはハイレ・セラシエ皇帝に招かれ、軍曹から少尉に昇進した。
40歳で出場した1972年ミュンヘンオリンピックでもマラソンに出場し銅メダルを獲得。2大会連続のメダルを獲得した。このときのタイムは自己ベストであった。また、この大会ではエチオピア選手団の旗手も務めている。帰国後、親衛隊において大尉に昇格している。
マモは1974年のエチオピア革命で帝政が倒れた後も、中央軍隊と名を変えた旧皇帝親衛隊に所属し、各軍から選抜された選手のトレーニングコーチを務めていた。アベベ・メコネンもマモにトレーニングを受けた一人である。メンギスツ軍事政権下でも陸上競技には国家的なバックアップがなされたが、コーチであるマモは決して裕福ではなく、大尉であるにもかかわらず節約のためトレーニングをおこなう競技場と10km離れた自宅の間を歩いていたという。その後年金生活に入っていたが「食べるのがやっと」と話す状況だった。
1991年のメンギスツ政権の崩壊がマモの人生を暗転させる。政権崩壊後の1992年に、1978年に15歳の少年の射殺にかかわったとされた容疑で逮捕拘束された。彼は殺人の現場にはいたが直接手を下していないと主張した。これを受けて国際オリンピック委員会をはじめとしたスポーツ関係者が公正な裁判と釈放を求める運動をおこなった。1995年にケニアオリンピック委員会会長でかつてのライバルだったキプチョゲ・ケイノが、釈放の可能性を探るために訪れた際、マモはやせ衰えて支えがなければ立てないほどの状態で、ケイノはその姿に涙を流したという。2002年1月に6年の刑が言い渡されるも、すでに投獄されてから9年以上が経過していたため釈放された。目や耳や肝臓を患っており、釈放時には「やっと自由になれて神に感謝する。誰も恨みはしない」と述べ、その4か月後に死去した。

## マラソン成績
- 自己最高記録…2時間15分08秒4（1972年9月）

| 年月    | 大会名                       | タイム      | 順位   | 備考                     |
| ------- | ---------------------------- | ----------- | ------ | ------------------------ |
| 1962.12 | 朝日国際マラソン             | 2：41：27   | 46位   |                          |
| 1963.04 | ボストンマラソン             | 2：35：09   | 12位   |                          |
| 1964.08 | アディスアベバ               | 2：16：19.2 | 2位    | 東京五輪代表選考会       |
| 1964.10 | 東京オリンピック             | ----------- | (棄権) |                          |
| 1965.05 | 毎日マラソン                 | ----------- | (棄権) |                          |
| 1966.10 | コシチェマラソン             | 2：31：22.4 | 17位   |                          |
| 1967.07 | サラウスマラソン             | 2：21：30   | 優勝   |                          |
| 1968.07 | サラウスマラソン             | 2：19：58.6 | 3位    |                          |
| 1968.10 | メキシコシティーオリンピック | 2：20：26.4 | 優勝   |                          |
| 1969.04 | アテネ                       | 2：15：17.2 | 4位    |                          |
| 1969.09 | 韓国国際マラソン             | 2：22：07.2 | 2位    |                          |
| 1969.12 | 国際マラソン                 | ----------- | (棄権) |                          |
| 1970.04 | アディスアベバ               | 2：21：50.4 | 優勝   |                          |
| 1971.09 | エンスケデ                   | 2：31：01   | 20位   |                          |
| 1972.05 | アディスアベバ               | 2：15：34   | 2位    | ミュンヘン五輪代表選考会 |
| 1972.09 | ミュンヘンオリンピック       | 2：15：08.4 | 3位    | 自己最高記録             |
| 1973.01 | 全アフリカ選手権             | 2：27：32.1 | 優勝   |                          |